# 1997년 경주 지진
1997년 경주 지진은 1997년 6월 26일 오전 3시 50분 22초에 경주시 동남동쪽 9km 지역의 양산 단층에서 발생한 규모 4.2의 지진이다.

## 특징
1997년 6월 26일 새벽에 발생한 경주 지진은 19년 후의 2016년 경주 지진 이전까지 경상 분지에서 발생한 최대의 지진이다. 진앙지는 울산 단층대가 지나가는 경주시로부터 동남동쪽 9 km 지점으로 기와장이 내려왔고, 담에 금이 가고, 주변 가옥의 유리창이 깨지는 등 다소의 피해가 발생하였다. 현지 방문 및 주민들을 대상으로 한 설문 조사 등으로 평가된 진앙지 부근의 진도는 최대 VI 정도이며 이 진도에 해당되는 지역은 진앙지 서부의 양산 단층을 따라 충적지 상에 폭 1~3 km, 길이 9 km의 대상 분포를 보인다. 발진기구의 분석 결과 주향 이동 단층의 운동으로 인한 것으로 분석되었다.

### 지진 피해
지진으로 인해 경주시의 몇몇 마을에서 기와 용마루가 파손되거나 벽이 균열되는 피해가 발생했다. 내남면 면사무소에 폭 1 cm의 균열이 생겼으며 내남고등학교와 우체국, 가정집에도 벽에 균열이 생겼다. 경주 나들목 부근에서는 화랑 동상의 외벽 일부가 떨어져 나갔고 기와 용마루가 파손되었다.

### 양산 단층과의 관계
경재복과 이희욱(1998)은 지진의 주 피해 지역이 북북동 방향의 양산 단층의 일부 지역을 포함한 장방향으로 나타나고 단층면해 역시 고각도의 북북동 방향의 주향이동을 나타내는 것에 근거하여 경주 지진은 양산 단층에서 발생하였을 것으로 추정하였다.

## 진도
| MM 진도 | 지역                                                  |
| ------- | ----------------------------------------------------- |
| VII     | 경주시 남부 일부지역                                  |
| VI      | 경주시 북부, 포항시, 울산광역시, 영천시               |
| V       | 의성군, 경산시, 청송군, 울주군, 청도군, 부산광역시 등 |
| IV      | 밀양시, 울진군, 김천시, 여수시 등                     |
| III     | 정선군, 태백시, 강릉시, 서산시 등                     |

## 같이 보기
- 한국의 지진
- 양산 단층
- 100년 경주 지진
- 304년 경주 지진
- 779년 경주 지진
- 2016년 경주 지진